# Gmina związkowa Annweiler am Trifels
Gmina związkowa Annweiler am Trifels (niem. Verbandsgemeinde Annweiler am Trifels) – gmina związkowa w Niemczech, w kraju związkowym Nadrenia-Palatynat, w powiecie Südliche Weinstraße. Siedziba gminy związkowej znajduje się w mieście Annweiler am Trifels.

## Podział administracyjny
Gmina związkowa zrzesza trzynaście gmin, w tym jedną gminę miejską (Stadt) oraz dwanaście gmin wiejskich:
1. Albersweiler
2. Annweiler am Trifels
3. Dernbach
4. Eußerthal
5. Gossersweiler-Stein
6. Münchweiler am Klingbach
7. Ramberg
8. Rinnthal
9. Silz
10. Völkersweiler
11. Waldhambach
12. Waldrohrbach
13. Wernersberg